# Percnia meridionalis
Percnia meridionalis là một loài bướm đêm trong họ Geometridae.